# 歪んだ王国
『歪んだ王国』（ゆがんだおうこく）は、1992年6月3日に発売された谷山浩子の19作目のアルバム。

## 解説
『ゲド戦記』第2巻『こわれた腕環』をモチーフにしたというゴシックロマン的な雰囲気の「王国」から始まる、暗く耽美的な、美少年的な雰囲気の曲で構成される。
「王国」終盤のサイドボーカルは、谷山のファンでもある作家の綾辻行人が担当している。
「会いたくて」は、NHK-FMの『青春アドベンチャー』で放送されたラジオドラマ『おしまいの日』（原作：新井素子）の主題歌で、このラジオドラマでは谷山自身も声優として出演している。
「悲しみの時計少女」は、谷山自身の同名の小説に基づいている。小説『悲しみの時計少女』は、時計中毒の「浩子」が「魚男」と「時計少女」と共に鎌倉にある時計屋敷を訪ねる物語。NHK-FMの『サウンド夢工房』にて『谷山浩子の悲しみの時計少女』としてラジオドラマ化され、「悲しみの時計少女」が本アルバム収録曲とはアレンジが異なる別バージョンで挿入歌として使用された。同番組で制作されたラジオドラマの中でも人気が高く、後身番組の『青春アドベンチャー』でも3回再放送されている。
「さよならのペガサス」「落ちてきた少年」は杉本理恵への提供曲。「アーク〜きみの夢をみた〜」は、水沢めぐみの漫画『空色のメロディ』イメージアルバム収録の「いつか きみと…」（歌：笠原弘子）の歌詞差し替え版。
最後の曲「HATO TO MAGI」から最初の「王国」に戻る循環構造となっている。次作のアルバム『天空歌集』の収録曲「マギー」は「HATO TO MAGI」を大幅にアレンジしたものである。

## 収録曲
1. 王国
作詞・作曲：谷山浩子、編曲：石井AQ・谷山浩子
2. 会いたくて
作詞・作曲：谷山浩子、編曲：石井AQ・谷山浩子
3. さよならのペガサス
作詞・作曲：谷山浩子、編曲：倉田信雄
4. Elfin
作詞・作曲：谷山浩子、編曲：斉藤ネコ
5. アーク〜きみの夢をみた〜
作詞：谷山浩子・水沢めぐみ、作曲：谷山浩子、編曲：斉藤ネコ
6. 悲しみの時計少女
作詞・作曲：谷山浩子、編曲：渡辺等
7. 落ちてきた少年
作詞・作曲：谷山浩子、編曲：石井AQ・谷山浩子
8. 気づかれてはいけない
作詞：綾辻行人、作曲：谷山浩子、編曲：渡辺等
9. 時計館の殺人
作詞：綾辻行人、作曲：谷山浩子、編曲：斉藤ネコ
10. HATO TO MAGI
作詞・作曲：谷山浩子

- ディレクター：久永俊一、長岡和弘